# Enzo Chiomenti
Enzo Chiomenti, all'anagrafe Vincenzo Chiomenti (Cerignola, 24 maggio 1930 – 9 luglio 2024), è stato un fumettista italiano.

## Biografia
Appassionato di disegno fin dall'infanzia, si trasferisce a Milano nel 1948 per passare dagli studi classici a quelli artistici a Brera ma, giovanissimo, a seguito di un incontro con Pasquale Giurleo, inizia a collaborare con Enzo Magni per i disegni di Pantera Bionda, Tom Bill e altre storie.
Dal 1949 collabora a Il Vittorioso disegnando alcuni albi (Billy il Pirata, Sotto la valle dei Re, Il circuito delle due fabbriche, Giuoco pericoloso, El fantasma de la noche, Traguardo difficile).
Tra il 1949 e il 1953 disegna per Intrepido alcuni albi.
Nel 1951 fa una breve esperienza editoriale con la creazione di un personaggio femminile: Naja Regina della Jungla. La collana, composta di otto numeri, verrà conclusa per la Germania nel 2003.
Dal maggio 1951, con l'aiuto del fratello Antonio Chiomenti (che gli scriverà quasi tutte le sceneggiature), inizia una lunga collaborazione per l'Editore Tomasina creando e disegnando molti personaggi (L'eroe della California, Rex “lo sparviero”, Pat “mascotte della legione”, Aquila del mare, Jezab il fenicio, Kocis “re dei pellerossa”, Kocis “special” n. 1 e n. 2 (Albi grande formato) (34 pp.+copertine), Racà, Il cavaliere solitario, Il piccolo capitano, Nik “il piccolo poliziotto”, Il cavaliere del Nord, Lo sceicco bianco, Albo tris Panter black 12 episodi+4 copertina avanti/retro n. 1-4-7-10. Ottobre 1955. Panter black (formato 118x167), I tre della stella polare, Jim West, Bwana Jim).
Contemporaneamente, dal 1953 disegna per le Edizioni Alpe copertine, diversi racconti brevi e le storie di Davy Krockett e Il Caporale del 7º Cavalleria (continuate in Francia per la LUG di Lione).
Nel 1952-53 realizza alcune storie per l'Editore Torelli.
Dall'inizio del 1959 inizia una assidua e lunga collaborazione con le Edizioni LUG di Lione realizzando molti personaggi tra i quali: Jim Mississipi, Johnnj Bourask, Mac, Trapper John, Bob Stanley, Ivan Karine, Jean Brume.
Nel 1963 realizza un episodio di Zagor (personaggio creato da Gallieno Ferri).
Dal giugno 1959, per circa 30 anni, e fino al 1986, collabora in maniera continuativa e costante con le Edition “Aventures & Voyages” (Mon Journal) di Madame Ratier a Parigi realizzando il fortunato e apprezzato personaggio di Marco Polo. Durante lo stesso periodo realizza diversi episodi di Brik e le copertine di quasi tutte le pubblicazioni della casa editrice.
Dal 1970 è assunto in Kodak come responsabile e creatore di promozione pubblicitaria soprattutto per la diffusione della fotografia nelle scuole. Con il fratello Antonio crea molti programmi multivisivi.
Contemporaneamente continua a disegnare per il fumetto in Francia.
Dal 1990 collabora con alcuni editori tedeschi - Norbert Hethke Verlag (Schönau), Groth Verlag (Berlin), Comic Archiv Verlag / Metzger (Fürth) - disegnando alcuni episodi di Nizar e diversi rifacimenti di copertine di antichi suoi personaggi.
Nel 2003 collabora brevemente per le edizioni Epierre di Gianni Bono con copertine e illustrazioni di alcune storie di Miki e Il grande Blek.